# Square Saint-Charles
Le square Saint-Charles est une voie située dans le quartier de Picpus du 12e arrondissement de Paris.

## Situation et accès
Cette voie débute 55, rue de Reuilly et se termine 17, rue Pierre-Bourdan.
Le square Saint-Charles est accessible à proximité par les lignes de métro 1 et 8 à la station Reuilly - Diderot.

## Origine du nom

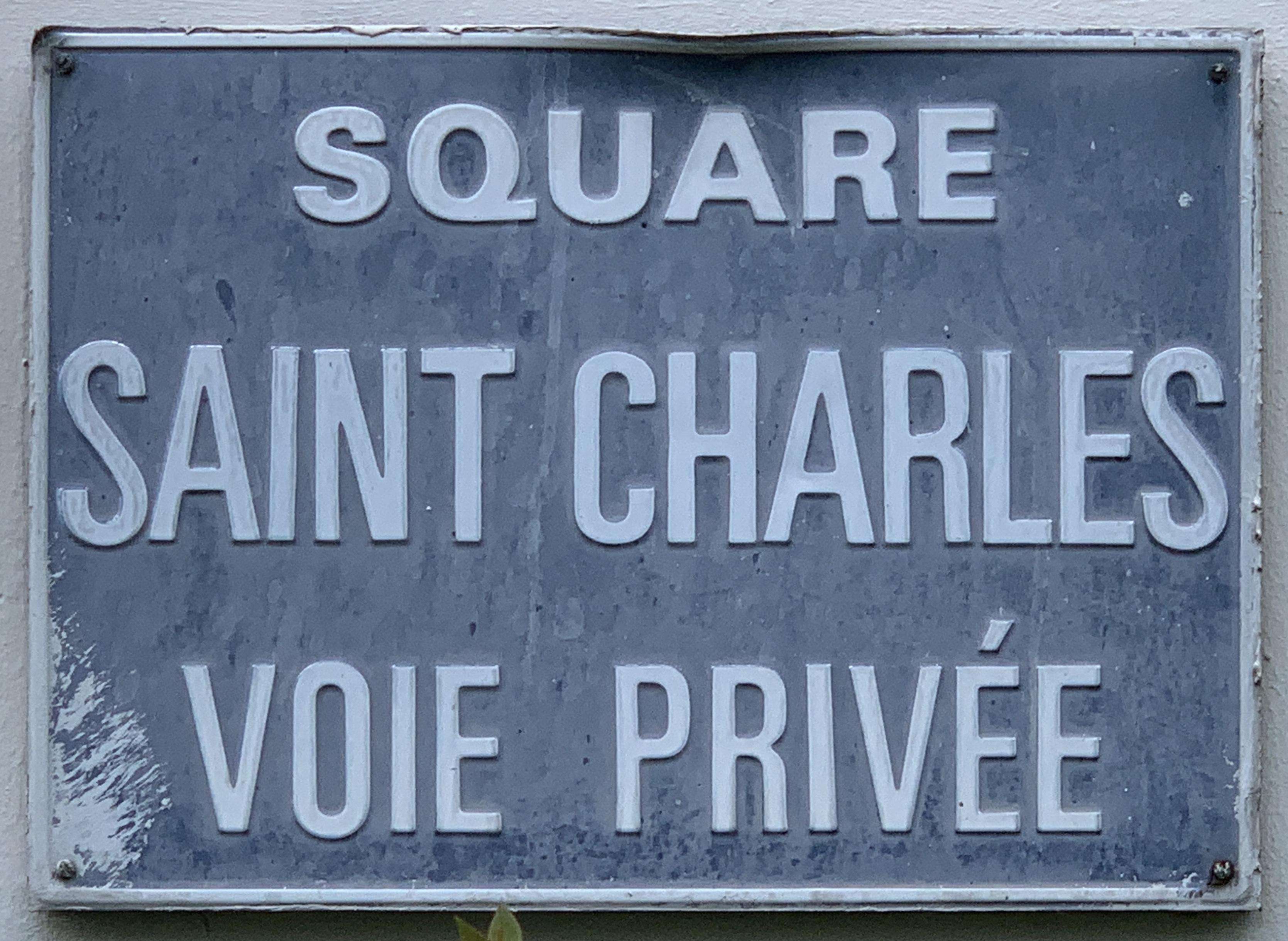
Plaque de la voie.

Le square rappelle qu'il occupe en partie l'ancienne cour Saint-Charles.

## Historique
La voie est ouverte en 1978 sur l'emplacement de l'ancienne cour Saint-Charles dans le cadre du réaménagement de l'îlot Reuilly-Bourdan. 
Elle prend provisoirement le nom de « voie AR/12 » avant de prendre son nom actuel par décret municipal du 27 juin 1978.

## Bâtiments remarquables et lieux de mémoire
- Le square possède une entrée sur l'école Boulle.
- Au niveau de la rue de Reuilly, le square donne accès aux écoles primaires de Reuilly.